# 2007年のMLBオールスターゲーム
2007年のMLBオールスターゲームはアメリカンリーグとナショナルリーグの間で行われた78回目のオールスターゲーム。2007年7月10日にサンフランシスコ・ジャイアンツの本拠地AT&Tパークで行われた。監督は、ナショナルリーグはトニー・ラルーサ（カージナルス）、アメリカンリーグはジム・リーランド（タイガース）が務めた。
試合結果は5 - 4でアメリカンリーグが勝利した。この勝利でアメリカンリーグの連勝が1997年以降2002年の同点を挟み10連勝となった。これにより2007年のワールドシリーズでアメリカンリーグのボストン・レッドソックスがホームフィールド・アドバンテージを獲得した。MVPは3安打2打点、5回にオールスター初のランニング本塁打を放ったイチローが受賞した。
アメリカ合衆国内のテレビ中継はFox Broadcasting Companyが行い、視聴率は8.4%だった。前年より0.9%下落したが、視聴者数は約3,140万人で前年より20万人ほど増加した。観客は43,965人を動員した。

## 凡例
- 表中の守備の項は守備位置を示し以下の略記で示す。

SP:先発投手 RP:救援投手 P:投手 C:捕手 1B:一塁手 2B:二塁手 SS:遊撃手 3B:三塁手 RF:右翼手 CF:中堅手 LF:左翼手 OF:外野手 DH:指名打者
- 表中のチーム名の略称についてはチームの表記参照。

- †：出場辞退 ‡：代替選出

## 試合結果

### 先発メンバー
| 打順 | 選手（チーム）                 | 守備 |
| ---- | ------------------------------ | ---- |
| 1    | イチロー (SEA)                 | CF   |
| 2    | デレク・ジーター (NYY)         | SS   |
| 3    | デビッド・オルティーズ (BOS)   | 1B   |
| 4    | アレックス・ロドリゲス (NYY)   | 3B   |
| 5    | ブラディミール・ゲレーロ (ANA) | LF   |
| 6    | マグリオ・オルドニェス (DET)   | RF   |
| 7    | イバン・ロドリゲス (DET)       | C    |
| 8    | プラシド・ポランコ (DET)       | 2B   |
| 9    | ダン・ヘイレン (OAK)           | P    |

| 打順 | 選手（チーム）             | 守備 |
| ---- | -------------------------- | ---- |
| 1    | ホセ・レイエス (NYM)       | SS   |
| 2    | バリー・ボンズ (SF)        | LF   |
| 3    | カルロス・ベルトラン (NYM) | CF   |
| 4    | ケン・グリフィーJr. (CIN)  | RF   |
| 5    | デビッド・ライト (NYM)     | 3B   |
| 6    | プリンス・フィルダー (MIL) | 1B   |
| 7    | ラッセル・マーティン (LAD) | C    |
| 8    | チェイス・アトリー (PHI)   | 2B   |
| 9    | ジェイク・ピービー (SD)    | P    |

### 試合経過

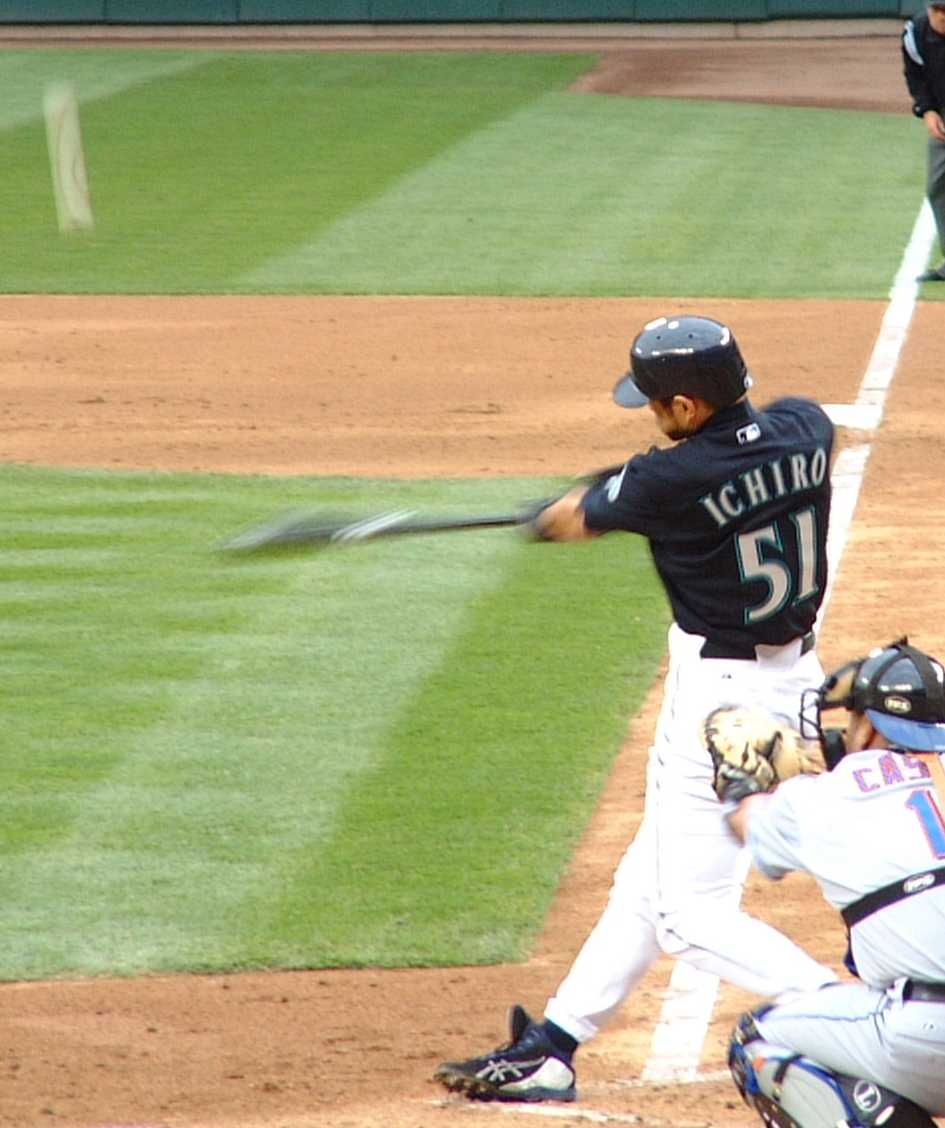
MVPを獲得したイチロー

アメリカンリーグが 5－4 で勝利し、オールスター10連勝（1引き分けを挟む）を記録した。オールスターの連勝が2桁になったのは1972年 - 1982年のナショナルリーグ11連勝以来史上2度目である。通算対戦成績はアメリカンリーグの36勝40敗2分。
|                  | 1 | 2 | 3 | 4 | 5 | 6 | 7 | 8 | 9 | R | H  | E |
| ---------------- | - | - | - | - | - | - | - | - | - | - | -- | - |
| アメリカンリーグ | 0 | 0 | 0 | 0 | 2 | 1 | 0 | 2 | 0 | 5 | 10 | 0 |
| ナショナルリーグ | 1 | 0 | 0 | 0 | 0 | 1 | 0 | 0 | 2 | 4 | 9  | 1 |

1. 勝利：ジョシュ・ベケット
2. セーブ：フランシスコ・ロドリゲス
3. 敗戦：クリス・ヤング
4. 本塁打
AL：イチロー (1)　カール・クロフォード (1)　ビクター・マルティネス (1)
NL：アルフォンソ・ソリアーノ (1)

先発投手は、ナショナルリーグがジェイク・ピービー、アメリカンリーグがダン・ヘイレン。ナショナルリーグは初回にホセ・レイエスが中前打を放ちすかさず盗塁。2死後、ケン・グリフィー・ジュニアの中前適時打でレイエスがホームインし先制する。アメリカンリーグは3回に2死三塁、4回に無死二塁のチャンスを迎えるが得点できず。しかし5回、1死一塁の場面でイチローが右翼フェンスを直撃するランニング本塁打を放ち逆転する。
アメリカンリーグは6回にカール・クロフォードのソロ本塁打で1点を加える。しかしその裏にナショナルリーグもグリフィーの犠飛で1点を返す。アメリカンリーグは8回、ビクター・マルティネスが2点本塁打を放ち点差を広げた。
9回裏、アメリカンリーグはJ.J.プッツが登板。しかし2死まで奪ったもののアルフォンソ・ソリアーノに2点本塁打を浴び1点差に迫られると、続くJ.J.ハーディにも四球を与え降板する。この場面でリリーフしたフランシスコ・ロドリゲスは2者連続与四球で2死満塁・一打サヨナラの場面を迎えるが最後はアーロン・ローワンドを右飛に打ち取った。

## 選出選手

### ファン投票選出
ファン投票は4月27日から6月28日まで大リーグ公式サイトなどで行われ、結果は7月1日に発表された。総投票数は約1,850万票だった。最多得票は、ナショナルリーグがケン・グリフィー・ジュニア（レッズ）、アメリカンリーグがアレックス・ロドリゲス（ヤンキース）。地元ジャイアンツからは、バリー・ボンズがただ一人選ばれた。結果は以下の通り。
| 守備 | 選手（チーム）                 | 選出 | 得票数    |
| ---- | ------------------------------ | ---- | --------- |
| C    | イバン・ロドリゲス (DET)       | 14   | 2,343,425 |
| C    | ホルヘ・ポサダ (NYY)           | 5    | 1,643,058 |
| C    | ジョー・マウアー (MIN)         | -    | 1,464,814 |
|      |                                |      |           |
| 1B   | デビッド・オルティーズ (BOS)   | 4    | 2,857,848 |
| 1B   | ジャスティン・モーノー (MIN)   | 初   | 1,780,118 |
| 1B   | ショーン・ケイシー (DET)       | -    | 1,300,383 |
|      |                                |      |           |
| 2B   | プラシド・ポランコ (DET)       | 初   | 2,317,713 |
| 2B   | ロビンソン・カノ (NYY)         | -    | 1,331,786 |
| 2B   | ダスティン・ペドロイア (BOS)   | -    | 1,001,297 |
|      |                                |      |           |
| 3B   | アレックス・ロドリゲス (NYY)   | 11   | 3,890,515 |
| 3B   | マイク・ローウェル (BOS)       | 4    | 1,364,553 |
| 3B   | ブランドン・インジ (DET)       | -    | 1,091,359 |
|      |                                |      |           |
| SS   | デレク・ジーター (NYY)         | 8    | 3,199,571 |
| SS   | カルロス・ギーエン (DET)       | -    | 1,718,265 |
| SS   | オーランド・カブレラ (LAA)     | -    | 849,750   |
|      |                                |      |           |
| OF   | ブラディミール・ゲレーロ (LAA) | 8    | 3,151,387 |
| OF   | マグリオ・オルドニェス (DET)   | 6    | 2,715,389 |
| OF   | イチロー (SEA)                 | 7    | 2,341,409 |
| OF   | マニー・ラミレス (BOS)         | 11   | 2,153,242 |
| OF   | ゲイリー・シェフィールド (NYY) | -    | 1,738,553 |

| 守備 | 選手（チーム）                 | 選出 | 得票数    |
| ---- | ------------------------------ | ---- | --------- |
| C    | ラッセル・マーティン (LAD)     | 初   | 2,039,130 |
| C    | ポール・ロデューカ (NYM)       | -    | 1,742,182 |
| C    | ジョニー・エストラーダ (MIL)   | -    | 1,460,902 |
|      |                                |      |           |
| 1B   | プリンス・フィルダー (MIL)     | 初   | 2,706,020 |
| 1B   | アルバート・プホルス (STL)     | 6    | 1,936,054 |
| 1B   | ノマー・ガルシアパーラ (LAD)   | -    | 1,421,208 |
|      |                                |      |           |
| 2B   | チェイス・アトリー (PHI)       | 2    | 2,112,142 |
| 2B   | リッキー・ウィークス (MIL)     | -    | 1,253,651 |
| 2B   | ジェフ・ケント (LAD)           | -    | 1,206,760 |
|      |                                |      |           |
| 3B   | デビッド・ライト (NYM)         | 2    | 2,302,836 |
| 3B   | ミゲル・カブレラ (FLA)         | 4    | 1,807,720 |
| 3B   | チッパー・ジョーンズ (ATL)     | -    | 1,084,240 |
|      |                                |      |           |
| SS   | ホセ・レイエス (NYM)           | 2    | 2,213,606 |
| SS   | J.J.ハーディ (MIL)             | 初   | 1,976,083 |
| SS   | オマー・ビスケル (SF)          | -    | 1,108,665 |
|      |                                |      |           |
| OF   | ケン・グリフィーJr. (CIN)      | 13   | 2,986,818 |
| OF   | カルロス・ベルトラン (NYM)     | 4    | 2,511,242 |
| OF   | バリー・ボンズ (SF)            | 13   | 2,325,391 |
| OF   | アルフォンソ・ソリアーノ (CHC) | 6    | 2,202,513 |
| OF   | マット・ホリデイ (COL)         | 2    | 1,549,050 |

### 監督推薦
| 守備 | 選手（チーム）                   | 選出 |
| ---- | -------------------------------- | ---- |
| SP   | ジョシュ・ベケット (BOS)         | 初   |
| SP   | ダン・ヘイレン (OAK)             | 初   |
| SP   | ジョン・ラッキー (LAA)           | 初   |
| SP   | ギル・メッシュ (KC)              | 初   |
| SP   | C.C.サバシア (CLE)               | 3    |
| SP   | ヨハン・サンタナ (MIN)           | 3    |
| SP   | ジャスティン・バーランダー (DET) | 初   |
| RP   | ボビー・ジェンクス (CWS)         | 2    |
| RP   | ジョナサン・パペルボン (BOS)     | 2    |
| RP   | J.J.プッツ (SEA)                 | 初   |
| RP   | フランシスコ・ロドリゲス (LAA)   | 2    |
| C    | ビクター・マルティネス (CLE)     | 2    |
| C    | ホルヘ・ポサダ (NYY)             | 5    |
| 1B   | ジャスティン・モルノー (MIN)     | 初   |
| 2B   | ブライアン・ロバーツ (BAL)       | 2    |
| SS   | カルロス・ギーエン (DET)         | 2    |
| SS   | マイケル・ヤング (TEX)           | 4    |
| 3B   | マイク・ローウェル (BOS)         | 4    |
| OF   | カール・クロフォード (TB)        | 2    |
| OF   | トリー・ハンター (MIN)           | 2    |
| OF   | マニー・ラミレス (BOS)           | 11   |
| OF   | アレックス・リオス (TOR)         | 2    |
| OF   | グレイディ・サイズモア (CLE)     | 2    |

| 守備 | 選手（チーム）                 | 選出 |
| ---- | ------------------------------ | ---- |
| SP   | コール・ハメルズ (PHI)         | 初   |
| SP   | ロイ・オズワルト (HOU) ‡       | 3    |
| SP   | ジェイク・ピービー (SD)        | 2    |
| SP   | ブラッド・ペニー (LAD)         | 2    |
| SP   | ベン・シーツ (MIL)             | 3    |
| SP   | ジョン・スモルツ (ATL) †       | 8    |
| SP   | ブランドン・ウェブ (ARI) ‡     | 2    |
| RP   | フランシスコ・コルデロ (MIL)   | 初   |
| RP   | ブライアン・フエンテス (COL) † | 3    |
| RP   | トレバー・ホフマン (SD)        | 6    |
| RP   | 斎藤隆 (LAD)                   | 2    |
| RP   | ホセ・バルベルデ (ARI)         | 初   |
| RP   | ビリー・ワグナー (NYM)         | 4    |
| C    | ブライアン・マッキャン (ATL)   | 2    |
| 1B   | デレク・リー (CHC)             | 2    |
| 1B   | アルバート・プホルス (STL)     | 6    |
| 1B   | ドミトリー・ヤング (WSH)       | 2    |
| 2B   | オーランド・ハドソン (ARI)     | 初   |
| 2B   | フレディ・サンチェス (PIT)     | 2    |
| SS   | J.J.ハーディ (MIL)             | 初   |
| 3B   | ミゲル・カブレラ (FLA)         | 4    |
| OF   | マット・ホリデイ (COL)         | 2    |
| OF   | カルロス・リー (HOU)           | 3    |
| OF   | アーロン・ローワンド (PHI)     | 初   |
| OF   | アルフォンソ・ソリアーノ (CHC) | 6    |

### 最終投票選出
選出選手の発表後、選出に漏れた選手の中から各リーグ5名が選ばれ、最後の1枠をかけたファン投票（All-Star Final Vote）が行われた。投票はMLB公式ウェブサイト上でのオンライン投票で実施された。投票は7月5日まで続き、クリス・ヤング（パドレス）と岡島秀樹（レッドソックス）が選出された。
今回の投票はノミネート選手が全員が投手だったが、これはこの企画が始まって以来初めてのことだった。
| 選手（チーム）                 | 守備 | 過去 選出 |
| ------------------------------ | ---- | --------- |
| 岡島秀樹 (BOS)                 | RP   | 0         |
| ジェレミー・ボンダーマン (DET) | SP   | 0         |
| パット・ネシェック (MIN)       | RP   | 0         |
| ケルビム・エスコバー (LAA)     | SP   | 0         |
| ロイ・ハラデイ (TOR)           | SP   | 4         |

| 選手（チーム）               | 守備 | 過去 選出 |
| ---------------------------- | ---- | --------- |
| クリス・ヤング (SD)          | SP   | 0         |
| カルロス・ザンブラーノ (CHC) | SP   | 2         |
| ロイ・オズワルト (HOU) ‡     | SP   | 2         |
| ブランドン・ウェブ (ARI) ‡   | SP   | 1         |
| トム・ゴーゼラニー (PIT)     | SP   | 0         |

## 本塁打競争
試合前日の7月9日には第23回本塁打競争が開催され、ブラディミール・ゲレーロ（エンゼルス）が優勝した。前回大会優勝者のライアン・ハワード（フィリーズ）がオールスターに選出されていないにもかかわらず出場したが、第1ラウンドで姿を消している。
AT&Tパークは、球場後方の入り江（通称 "マッコビー・コーブ" ）に本塁打が飛び込む“スプラッシュ・ヒット”が名物となっている。この日は200を超える数の小舟やカヌーが本塁打ボールをキャッチしようと待ちかまえていたが、ファウル2本が着水しただけにとどまり、スプラッシュ・ヒットは1本も出なかった。
スポンサーはステイトファーム保険。

### ルール
本塁打以外は見逃しを除いて全てアウトとし、10アウトまでに何本塁打を打てるかを競う。第1ラウンド上位4名が第2ラウンドに進出する。第2ラウンドでは第1ラウンドとの合計本数を競い、上位2名が決勝へ進む。決勝ではそれまでの2回のラウンドは関係なく、決勝戦の本数だけで競う。第1・第2ラウンドともに複数の選手が同点で並んだ場合には5アウト方式のプレイオフを行う。
9アウトになるとボールが普通のものから "ゴールデン・ボール" に変更される。これを本塁打にすると1球ごとに17,000ドルが、大リーグ機構とスポンサーから慈善団体 "ボーイズ・アンド・ガールズ・クラブス・オブ・アメリカ" に寄付される。この日は9アウト後に12本の本塁打が出たため204,000ドルが、50,000ドルの追加金とともに寄付された。

### 結果
| 順位 | 選手（チーム）                 | ラウンド1 | ラウンド2 | 1+2 | 決勝 |
| ---- | ------------------------------ | --------- | --------- | --- | ---- |
| 1    | ブラディミール・ゲレーロ (LAA) | 5         | 9         | 14  | 3    |
| 2    | アレックス・リオス (TOR)       | 5         | 12        | 17  | 2    |
|      |                                |           |           |     |      |
| 3    | マット・ホリデイ (COL)         | 5         | 8         | 13  | –    |
| 4    | アルバート・プホルス (STL)     | 4(2)      | 9         | 13  | –    |
|      |                                |           |           |     |      |
| 5    | ジャスティン・モルノー (MIN)   | 4(1)      | –         | –   | –    |
| 6T   | プリンス・フィルダー (MIL)     | 3         | –         | –   | –    |
| 6T   | ライアン・ハワード (PHI)       | 3         | –         | –   | –    |
| 8    | マグリオ・オルドニェス (DET)   | 2         | –         | –   | –    |

- （　）内はプレイオフでの本数。

## フューチャーズゲーム
試合が行われる2日前の7月8日には、AT&Tパークでマイナーリーグのオールスターゲーム“フューチャーズゲーム”が開催された。試合は世界選抜が米国選抜を 7－2 で下し、MVPには、先制適時打を放つなど2打数2安打2打点1盗塁を記録した世界選抜の胡金龍（台湾出身 / ドジャース傘下）が選ばれた。
|          | 1 | 2 | 3 | 4 | 5 | 6 | 7 | R | H | E |
| -------- | - | - | - | - | - | - | - | - | - | - |
| 世界選抜 | 2 | 0 | 1 | 1 | 0 | 1 | 2 | 7 | 8 | 0 |
| 米国選抜 | 0 | 0 | 1 | 0 | 1 | 0 | 0 | 2 | 5 | 1 |

1. 勝利：リック・バンデンハーク
2. 敗戦：ジェフ・ニーマン